# Bustul doctorului Haralambie Botescu
Bustul doctorului Haralambie Botescu este opera sculptorului Dumitru Mățăoanu (1888-1929) și se află în actuala Piață „Haralambie Botescu” din București (la intersecția Străzii Berzei cu Strada Popa Tatu), lângă Piața Matache.
Bustul realizat în 1923 este o replică a celui dezvelit în 1920 în parcul stațiunii Govora, a fost ridicat prin subscripție publică, în memoria doctorului Haralambie Botescu, unul dintre medicii eroi care au murit în Primul Război Mondial. El a desfășurat o activitate meritorie în combaterea epidemiilor, îngrijind, prin spitalele din Iași, răniții și bolnavii de tifos exantematic.
Bustul este turnat în bronz și așezat pe un soclu de piatră (care a fost refăcut în anul 2008) sub formă de trunchi de piramidă prelung având la partea superioară un motiv ornamental și toiagul lui Esculap (emblema medicinii). Pe soclul proiectat de arhitectul Arghir Culina este dăltuită următoarea dedicație:
| LUI H. BOTESCU DOCTOR ÎN MEDICINĂ 1874-1917 MORT FĂCÂNDU-ȘI DATORIA ÎN COMBATEREA EPIDEMIILOR MARELUI RĂSBOI |

Bustul este înscris în Lista monumentelor istorice 2004 - Municipiul București - la nr. crt. 2288, cod LMI B-III-m-B-19961
În anul 2008, monumentul a fost restaurat de specialistul în restaurări Lazăr Ionel, în baza unui contract, în valoare de 495.500 RON, atribuit de Administrația Monumentelor și Patrimoniului Turistic din București.

## Alt bust, cu același autor
În Parcul Central din Băile Govora, județul Vâlcea a fost dezvelit în 1920 Monumentul comemorativ al lui Haralambie Botescu, care era tot opera sculptorului D. Mățăoanu. Din păcate, bustul din bronz a dispărut în 2005 și se pare că a fost topit. În prezent, în parc se păstrează doar soclul de piatră. Monumentul a fost ridicat acolo, deoarece Haralambie Botescu a fost membru în consiliul de administrație al „Societății Govora-Călimănești” și în anul 1919 a deținut funcția de administrator delegat. Tot el a întemeiat, în 1912, „Institutul de Fizioterapie” din Călimănești, iar în 1914, „Băile Govora”.